# International Weightlifting Federation
L'International Weightlifting Federation (IWF) è la federazione sportiva internazionale, riconosciuta dal CIO, che governa lo sport olimpico del sollevamento pesi.
Organizza i campionati mondiali dal 1905 e la Coppa del Mondo dal 2019. Ha organizzato dal 1924 al 1968 i campionati europei.
Dal marzo del 2024 la Federazione ha un proprio inno, utilizzato per le occasioni ufficiali e per le eventuali premiazioni della squadra di sollevatori rifugiati, creata dalla stessa Federazione nel febbraio del 2023.